# 梓崎優
梓崎 優（しざき ゆう、1983年7月3日 -）は、日本の推理作家。男性。東京都大田区出身。神奈川県在住。慶應義塾大学経済学部卒業。兼業作家。

## 略歴
- 2008年、短編「砂漠を走る船の道」で第5回ミステリーズ！新人賞（東京創元社主催）を受賞[1]しデビュー。
- 2010年2月、受賞作を収録した単行本『叫びと祈り』で書籍デビュー。
- 『叫びと祈り』は、「週刊文春ミステリーベスト10」2位、「2011本格ミステリ・ベスト10」2位、「このミステリーがすごい！ 2011年版」3位、「ミステリが読みたい！ 2011年版総合ベスト10」5位。
- 2014年、『リバーサイド・チルドレン』で第16回大藪春彦賞を受賞。

## 作品リスト

### 小説

#### 単行本
- 叫びと祈り（2010年2月 東京創元社 ミステリ・フロンティア / 2013年11月 創元推理文庫）
  - 砂漠を走る船の道（初出：『ミステリーズ！』vol.31 OCTOBER 2008）
  - 白い巨人（ギガンテ・ブランコ）（書き下ろし）
  - 凍れるルーシー（初出：『ミステリーズ!』vol.37 OCTOBER 2009）
  - 叫び（書き下ろし）
  - 祈り（書き下ろし）
- リバーサイド・チルドレン（2013年9月 東京創元社 ミステリ・フロンティア / 2021年8月 創元推理文庫）

#### アンソロジー
「」内が梓崎優の作品
- 本格ミステリ'10 2010年本格短編ベスト・セレクション（2010年6月 講談社ノベルス）「凍れるルーシー」
  - 【改題】凍れる女神の秘密 本格短編ベスト・セレクション（2014年1月 講談社文庫）
- 放課後探偵団 書き下ろし学園ミステリ・アンソロジー（2010年11月 創元推理文庫）「スプリング・ハズ・カム」
- 悪夢の行方 「読楽」ミステリーアンソロジー（2016年1月 徳間文庫）「嘘つき鼠」
- 砂漠を走る船の道 ミステリーズ！新人賞受賞作品集（2016年11月 創元推理文庫）「砂漠を走る船の道」
- 宮内悠介リクエスト！ 博奕のアンソロジー（2019年1月 光文社 / 2020年2月 光文社文庫）「獅子の町の夜」

#### 単行本未収録作品
- 美しい雪の物語（東京創元社『ミステリーズ！』vol.54 AUGUST 2012）
- 嘘つき鼠（徳間書店『読楽』2014年5月号）
- 獅子の町の夜（光文社『小説宝石』2018年11月号）